# Billie Joe Armstrong
Billie Joe Armstrong (sinh ngày 17 tháng 2 năm 1972) là một nhạc sĩ và nam diễn viên người Mỹ. Anh nổi danh nhất nhờ làm giọng ca chính, nghệ sĩ guitar và nhạc sĩ sáng tác bài hát chính của ban nhạc rock Green Day – nhóm do anh đồng sáng lập với Mike Dirnt vào năm 1987. Anh còn là nghệ sĩ guitar kiêm hát chính cho ban nhạc punk rock Pinhead Gunpowder, ngoài ra còn góp giọng chính cho các dự án phụ của Green Day gồm Foxboro Hot Tubs, the Network, the Longshot và the Coverups. Armstrong được giới phê bình xem là một trong những nghệ sĩ guitar nhạc punk rock vĩ đại nhất mọi thời.
Armstrong phát triển niềm đam mê âm nhạc lúc còn nhỏ và thu thanh ca khúc đầu tiên năm anh lên năm tuổi. Anh gặp Dirnt khi đang học tiểu học, hai người ngay lập tức gắn kết nhờ chung sở thích về âm nhạc, rồi họ lập nên ban nhạc Sweet Children khi bước sang tuổi 14. Sau đó ban nhạc đổi tên thành Green Day. Armstrong còn theo đuổi các dự án âm nhạc khác nữa, như nhiều lần hợp tác với các nhạc sĩ khác.
Armstrong đã đóng trong một số tác phẩm điện ảnh và truyền hình như Like Sunday, Like Rain, Ordinary World, King of the Hill, Haunted và Drunk History. Ngoài đồng chấp bút sách và viết lời cho American Idiot (vở nhạc kịch jukebox có xuất hiện nhiều bài hát của Green Day), Armstrong đã thủ vai Thánh Jimmy trong tác phẩm; vở diễn kéo dài trong nhiều tuần vào đợt công diễn ở Broadway.
Những hoạt động kinh doanh của Armstrong bao gồm thành lập Adeline Records để hỗ trợ các ban nhạc khác vào năm 1997, trùng với thời điểm phát hành Nimrod. Adeline đã ký hợp đồng với các nghệ sĩ như the Frustrators, AFI và Dillinger Four. Công ty thu âm đã đóng cửa sau hai thập kỷ hoạt động vào tháng 8 năm 2017. Armstrong cũng đồng sáng lập công ty cà phê Punk Bunny Coffee (tiền thân là Oakland Coffee Works) vào năm 2015.

## Thân thế
Armstrong sinh ra tại Oakland, California vào ngày 17 tháng 2 năm 1972, anh là con út trong sáu người con của Ollie Jackson (sinh 1932) và Andrew Marsicano Armstrong (1928–1982). Anh trưởng thành ở Rodeo, California. Cha anh là nhạc sĩ nhạc jazz kiêm tài xế xe tải cho Safeway, ông mất vì ung thư thực quản vào ngày 10 tháng 9 năm 1982, khi Armstrong mới 10 tuổi. Bài hát "Wake Me Up When September Ends" được anh sáng tác để tưởng nhớ cha. Armstrong có năm anh chị, gồm ba chị gái là Marci, Hollie, và Anna cùng hai người anh tên David và Alan. Mẹ anh làm bồi bàn ở quán Rod's Hickory Pit tại El Cerrito, California; tại nơi này, sau đó anh và Mike Dirnt diễn show đầu tiên vào năm 1987. Hai kị ông, kị bà của anh (Pietro Marsicano và Teresa Nigro) là người Ý nhập cư đến từ Viggiano, họ định cư ở Boston trước khi chuyển đến Berkeley, California vào năm 1869.
Armstrong theo học tại Trường Tiểu học Hillcrest ở Rodeo, tại trường giáo viên khích lệ anh thu thanh một ca khúc có  tựa "Look for Love" năm lên năm tuổi, phát hành qua hãng Fiat Records ở Bay Area. Sau khi cha mất, mẹ cưới một người đàn ông mà các con bà ghét, làm Armstrong càng lấn sâu vào âm nhạc. Năm 10 tuổi, anh gặp đồng đội tương lai Mike Dirnt ở căng tin của trường, và họ nhanh chóng kết thân nhờ chung tình yêu âm nhạc. Anh quan tâm đến punk rock sau khi được những người anh giới thiệu cho thể loại này. Anh nhắc đến Van Halen, Ramones, The Replacements và Hüsker Dü là những nguồn ảnh hưởng âm nhạc của mình. Buổi hòa nhạc đầu tiên mà anh tham dự là buổi diễn của Van Halen vào năm 1984. Sau khi học hết Tiểu học Hillcrest, Armstrong theo học Trường trung học Carquinez và Trường trung học John Swett (cả hai trường đều ở Crockett, California), rồi chuyển đến Trường trung học Pinole Valley ở Pinole, California. Vào dịp sinh nhật 18 tuổi, anh bỏ học để theo đuổi sự nghiệp âm nhạc.

## Sự nghiệp
Năm 1987, Armstrong lập một ban nhạc có tên gọi Sweet Children với cậu bạn chơi từ nhỏ Mike Dirnt năm 15 tuổi. Lúc đầu, Armstrong và Dirnt đều chơi guitar còn Raj Punjabi chơi trống và Sean Hughes chơi bass. Sau đó vị trí chơi trống của Punjabi bị thay thế bởi John Kiffmeyer, hay có tên là Al Sobrante. Sau vài lần trình diễn, Hughes rời ban nhạc vào năm 1988; thế nên Dirnt bắt đầu chơi bass và họ trở thành ban nhạc có đội hình ba người. Họ đổi tên nhóm thành Green Day vào tháng 4 năm 1989, họ chọn cái tên này vì niềm đam mê với cần sa.
Năm 1989, Green Day phát hành đĩa EP đầu tay mang tên 1,000 Hours thông qua hãng Lookout Records. Họ ghi âm album phòng thu đầu tay mang tên 39/Smooth và đĩa EP Slappy vào năm 1990, sau đó đĩa này này kết hợp với 1,000 Hours để hợp thành sản phẩm tuyển tập 1,039/Smoothed Out Slappy Hours vào năm 1991. Năm 1990, Armstrong đánh lead guitar và hát bè ở ba bài hát trong đĩa EP cuối của The Lookouts mang tên IV, với sự tham gia của Tré Cool chơi trống. Tré trở thành tay trống của Green Day vào cuối năm 1990 sau khi Sobrante rời nhóm để theo học đại học. Cool có màn ra mắt ở album thứ hai của Green Day là Kerplunk (1991).
Năm 1991, Armstrong tham gia vào Pinhead Gunpowder - ban nhạc gồm tay bass Bill Schneider, tay trống Aaron Cometbus và tay hát chính kiêm đánh guitar Sarah Kirsch. Kirsch rời nhóm vào năm 1992 và người thay thế anh là Jason White. Nhóm đã phát hành một số sản phẩm album và EP từ năm 1991 đến nay, đồng thời biểu diễn các live show ngắt quãng trong thời gian đó. Năm 1993, Armstrong diễn trực tiếp một vài lần với ban nhạc trú ở California là Rancid. Ca sĩ chính của Rancid là Tim Armstrong đã mời Billie Joe Armstrong vào ban nhạc, song anh từ chối do đang trên đà thành danh cùng Green Day. Tuy nhiên, Billie Joe Armstrong được ghi công đồng sáng tác bài hát "Radio" của Rancid vào năm 1993. Với việc ra mắt đĩa LP Dookie (1994), Green Day đã gây tiếng vang và tiến vào thị trường nhạc đại chúng, đồng thời vẫn là một trong những ban nhạc rock nổi tiếng nhất thập niên 1990 và 2000 với hơn 60 triệu bản tiêu thụ toàn thế giới. Những sản phẩm ra mắt sau album ấy là Insomniac (1995), Nimrod (1997) và Warning (2000).
Armstrong đã hợp tác với nhiều nghệ sĩ. Anh đồng sáng tác bài "Unforgiven" (2001) của the Go-Go's. Anh còn đồng sáng tác bài hát với Penelope Houston ("The Angel and The Jerk" và "New Day"), vừa hát bè với Melissa Auf der Maur ở bài "Do Miss America" của Ryan Adams; họ cũng nhận làm ban nhạc bè đệm cho Iggy Pop ở album Skull Ring ("Private Hell" và "Supermarket"). Armstrong đã sản xuất một album cho the Riverdales. Anh là thành phần thuộc dự án phụ the Network của Green Day từ 2003 đến 2005, dự án được hoạt động trở lại vào năm 2020. The Network phát hành hai album: Money Money 2020 (2003) và Money Money 2020 Part II: We Told Ya So! (2020)
Với hi vọng thanh tẩy đầu óc và phát triển ý tưởng mới để sáng tác, Armstrong đến thành phố New York một mình trong vài tuần vào năm 2003, anh thuê một căn hộ nhỏ ở vùng East Village của Manhattan. Anh dành phần lớn quãng thời gian đi bộ đường dài và tham gia các buổi diễn ngẫu hứng ở tầng hầm của quán bar Hi-Fi tại Manhattan. Tuy nhiên, bạn bè mà anh kết thân trong thời gian này lại uống quá nhiều rượu so với sở thích của anh, trở thành chất xúc tác làm Armstrong trở về Bay Area. Sau khi trở về nhà, Armstrong bị bắt giữ do lái xe trong tình trạng say xỉn vào ngày 5 tháng 1 năm 2003, rồi được bảo lãnh với giá 1.200 đô la Mỹ (USD).

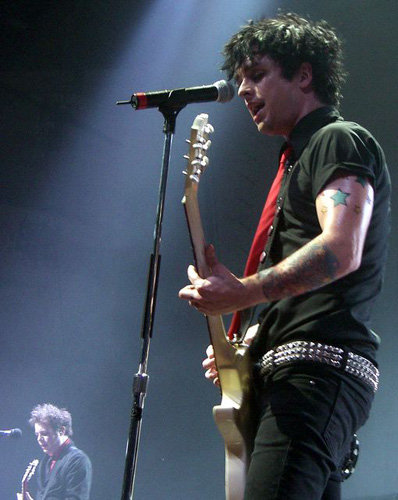
Armstrong biểu diễn vào năm 2005

Năm 2004, Green Day ra mắt tác phẩm rock opera đầu tiên của nhóm là American Idiot. Album đã bán ra hơn 15 triệu bản toàn thế giới, nhờ có sự góp sức của các bài hit như "American Idiot", "Boulevard of Broken Dreams" và "Wake Me Up When September Ends". Năm 2009, Green Day phát hành tác phẩm rock opera thứ hai mang tên 21st Century Breakdown, và tác phẩm này tiếp tục gặt hái thành công về mặt thương mại. Xen giữa hai dự án này, Armstrong làm giọng ca chính cho dự án phụ của Green Day là Foxboro Hot Tubs, nhóm này được thành lập vào năm 2007 và đã trình bày các live show ngắt quãng từ đó đến giờ. Foxboro Hot Tubs phát hành một album mang tên Stop Drop and Roll!!! vào năm 2008.
Năm 2009, Armstrong lập một ban nhạc có tên gọi Rodeo Queens cùng các thành viên của Green Day và nghệ sĩ punk rock Jesse Malin ở New York. Họ phát hành một ca khúc kèm một MV có tên gọi "Depression Times". Cùng năm ấy, American Idiot được chuyển thể thành vở nhạc kịch cùng tên ở Broadway. Tác phẩm đã thắng hai giải Tony. Armstrong xuất hiện trong American Idiot với vai Thánh Jimmy ở hai buổi diễn vào cuối năm 2010 và đầu năm 2011.

### 2010–2012:¡Uno!,¡Dos!,¡Tré!, sự cố iHeartRadio và lạm dụng thuốc
Năm 2012, Green Day phát hành loạt bộ ba album: ¡Uno!, ¡Dos! và ¡Tré!. Ngày 21 tháng 9 năm 2012, trong một tiết mục của Green Day tại Nhạc hội iHeartRadio ở Las Vegas, Armstrong trở nên kích động trên sân khấu và bỏ dở tiết mục trình diễn bài hit "Basket Case" (1994) của ban nhạc. Bằng những câu chửi thề, Armstrong chỉ trích các nhân viên chiêu thị của sự kiện vì đã cắt ngắn tiết mục của ban nhạc, rồi đập cây guitar và giận dữ rời sân khấu. Sau đó ban nhạc đăng thông báo xin lỗi vì sự cố và làm rõ rằng thực ra tiết mục của họ không bị cắt ngắn. Sự cố xảy ra chỉ bốn ngày trước khi ra mắt album phòng thu thứ chín của Green Day là ¡Uno!.
Hai ngày sau sự cố ở Nhạc hội iHeartRadio, Green Day thông báo Armstrong đang tìm cách điều trị vấn đề lạm dụng chất chưa xác định. Vì thế mà việc sắp lịch để ban nhạc xuất hiện tại Jimmy Kimmel Live và The Ellen DeGeneres Show đã bị hủy. Theo Claudia Suarez Wright (vợ của Tre Cool và mẹ đỡ đầu cho con của Armstrong), Armstrong đã uống say bí tỉ tại Las Vegas trước Nhạc hội iHeartRadio, sau khoảng một năm cai nghiện rượu.
Armstrong trả lời phỏng vấn với Rolling Stone vào tháng 3 năm 2013 rằng anh "đã cố cai nghiện rượu từ năm 1997, ngay lúc ra mắt Nimrod". Anh chia sẻ hồi tham gia tour diễn 21st Century Breakdown giai đoạn 2009–2010: "Tôi đã có những lần bộc phát cảm xúc mãnh liệt ở tour ấy". Armstrong kể chi tiết về chứng nghiện của mình, về việc nó đã leo thang ra sao trong nhiều tháng trước khi ra mắt loạt album ¡Uno!, ¡Dos!, ¡Tre! và tiết mục ở iHeartRadio, anh chia sẻ ở tour mùa hè tại châu Âu của ban nhạc vào năm 2011: "Tôi đã dùng thuốc cao độ vào lúc ấy, nhằm tự chữa chứng nghiện của mình". Armstrong kể chi tiết về một lần diễn tại Irving Plaza ở New York chỉ một tuần trước sự cố ở iHeartRadio, rằng anh "đã nốc bốn hay năm ngụm bia trước khi chúng tôi tiếp tục diễn, và có thể đã làm bốn hoặc năm ngụm bia khi diễn. Rồi tôi nốc chỗ rượu bằng trọng lượng cơ thể mình. Cuối cùng, tôi nôn mửa trên Cao tốc West Side, và đi nằm ở một công viên nhỏ."
Green Day đã hủy toàn bộ ngày diễn hòa nhạc còn lại của năm 2012 và đầu năm 2013 vì Armstrong tiếp tục giải quyết các vấn đề đời tư. Cuối tháng 12 năm 2012, ban nhạc thông báo họ sẽ trở lại lưu diễn vào cuối tháng 3 năm 2013. Sau đó Armstrong kể rằng những chất mà anh lạm dụng là alcohol và thuốc kê theo toa chữa chứng lo âu và mất ngủ.

### 2013–nay: Đóng phim, The Replacements và The Longshot

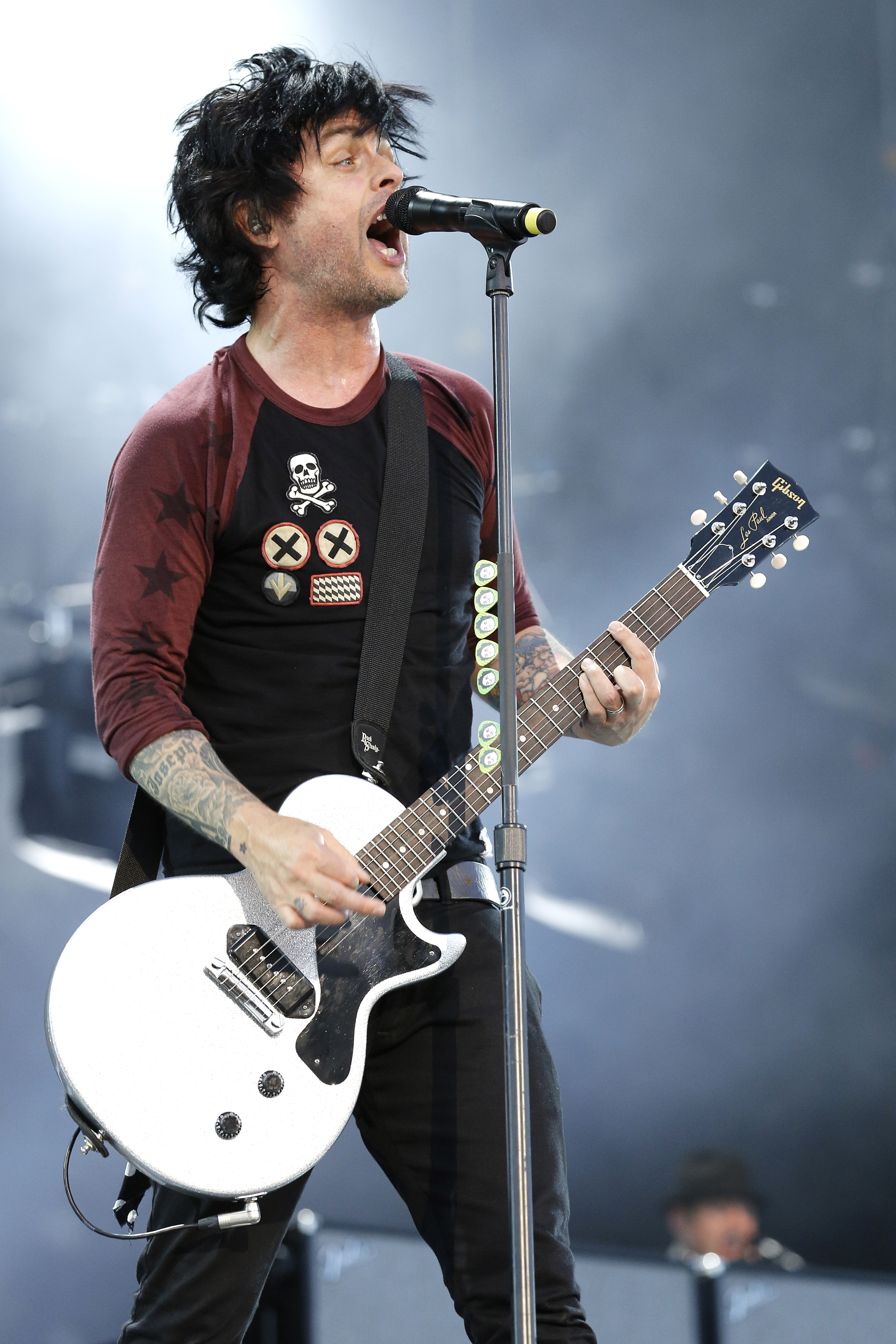
Armstrong vào năm 2013

Năm 2013, Armstrong xuất hiện ở mùa ba của The Voice (NBC) với vai trò cố vấn trợ lý cho đội của Christina Aguilera. Cùng năm ấy, Armstrong và ca sĩ kiêm nhạc sĩ sáng tác bài hát Norah Jones phát hành album Foreverly - tác phẩm tập hợp những bản cover album Songs Our Daddy Taught Us của The Everly Brothers. Đĩa đơn đầu tiên của album là "Long Time Gone" được phát hành vào ngày 23 tháng 10. Armstrong còn hợp tác với nhóm nhạc comedy hip hop Lonely Island ở ca khúc "I Run NY" trích từ The Wack Album của họ, ra mắt vào ngày 7 tháng 6 năm 2013.
Anh đóng cùng Leighton Meester ở bộ phim diện ảnh Like Sunday, Like Rain (2014). Nhờ vai trong phim, Bilie Joe đã thắng giải Diễn xuất đột phá tại Liên hoan phim độc lập Williamsburg 2014. Armstrong sáng tác các bài hát cho These Paper Bullets - vở nhạc kịch rock chuyển thể của Much Ado About Nothing, vở diễn ra mắt tại Nhà hát Yale Repertory vào tháng 3 năm 2014.
Năm 2014, Armstrong tham gia cùng The Replacements diễn một số show bắt đầu vào ngày 19 tháng 4 tại Coachella. Giọng ca chính Paul Westerberg bị đau lưng và dành phần lớn buổi diễn nằm trên sofa, còn Armstrong giúp trám vai trò của anh. Westerberg xem là Billie Joe là "nhân tố mở rộng của ban nhạc". Armstrong tham gia cùng The Replacements trên sân khấu lần nữa tại Nhạc hội Shaky Knees ở Atlanta vào tháng 5 năm ấy.
Tháng 11 năm 2014, Armstrong cùng cậu con trai Joseph chuyển tới New York và bắt đầu đảm nhận một vai diễn nữa trong bộ phim điện ảnh Ordinary World. Đây là vai chính đầu tiên của Armstrong. Phim xoay quanh khủng hoảng tuổi trung niên của một người chồng và người cha cố tìm lại quá khứ chơi nhạc punk, tác phẩm được phát hành vào năm 2016. Phim đưa vào những bài hát mới do Armstrong sáng tác và thể hiện. Bộ phim nhận về những đánh giá trái chiều, song màn thể hiện của Armstrong nhìn chung được tán dương; The Village Voice nhận xét anh sở hữu "sức cuốn hút khiêm tốn cho thấy nếu muốn, thì anh có thể sắm vai nhiều hơn trên màn bạc giữa lúc làm các album."
Tháng 10 năm 2016, Green Day phát hành album Revolution Radio. Tháng 7 năm 2017, Armstrong lập một siêu ban nhạc với Tim Armstrong của Rancid, lấy tên là The Armstrongs. Tháng 4 năm 2018, Armstrong lập nên ban nhạc rock The Longshot, và vào ngày 20 tháng 4, ban nhạc phát hành album phòng thu đầy tay Love Is for Losers. Ngay sau đó, Armstrong thông báo anh và The Longshot sẽ bắt đầu đi tour mùa hè. Ngoài Armstrong, đội hình ban nhạc gồm Kevin Preston (lead guitar) và David S. Field (trống) của ban nhạc Prima Donna, cùng đồng đội diễn trực tiếp lâu năm ở Green Day là Jeff Matika chơi bass.
Năm 2019, Armstrong đồng sáng tác và thể hiện bài "Strangers & Thieves" ở album Sunset Kids của Jesse Malin. Tháng 2 năm 2020, Green Day phát hành album phòng thu thứ 13 là Father of All Motherfuckers. Album phòng thu thứ 14 của Green Day mang tên Saviors được phát hành vào ngày 19 tháng 1 năm 2024.

## Đời tư

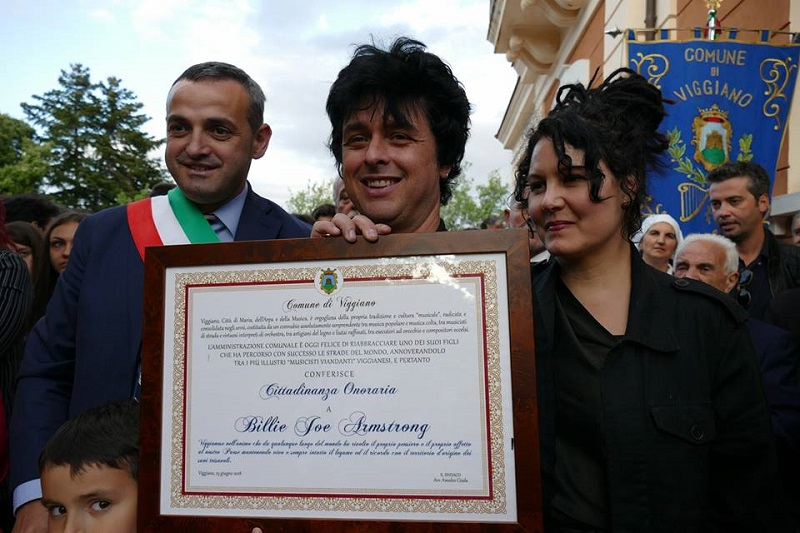
Armstrong nhận quyền công dân danh dự của Viggiano vào năm 2018

Tháng 6 năm 2018, Armstrong được trao quyền công dân danh dự của Viggiano - một comune ở Ý nơi mà các kị ông, kị bà của anh sinh ra và người trao cho anh là thị trưởng Amedeo Cicala của Viggiano. Armstrong là thành viên ban giám đốc của Project Chimps - khu bảo tồn nghiên cứu tinh tinh mà trước do Hiệp hội bảo vệ động vật Hoa Kỳ tài trợ chính. Armstrong là một người hâm mộ bóng đá và đồng sở hữu câu lạc bộ Oakland Roots SC.

### Hoạt động kinh doanh
Năm 1997, Armstrong đồng sáng lập Adeline Records - hãng thu âm nhạc rock và punk rock do Pat Magnarella (cựu quản lý của Green Day) quản lý. Adeline Records đóng cửa vào tháng 8 năm 2017 sau khi Magnarella chia tay Green Day.
Tháng 4 năm 2015, Armstrong mở cửa hàng guitar Broken Guitars (nay là Oakland Guitars) ở Oakland, California với đồng đội ở Pinhead Gunpowder và cộng sự lâu năm với Green Day, Bill Schneider. Tháng 12 năm 2015, Armstrong và Mike Dirnt lập ra công ty cà phê Oakland Coffee Works. Công ty bán hạt cà phê hữu cơ và được cho là công ty đầu tiên sử dụng túi và vỏ cà phê có thể phân hủy sinh học được sản xuất hàng loạt.

### Thời trang

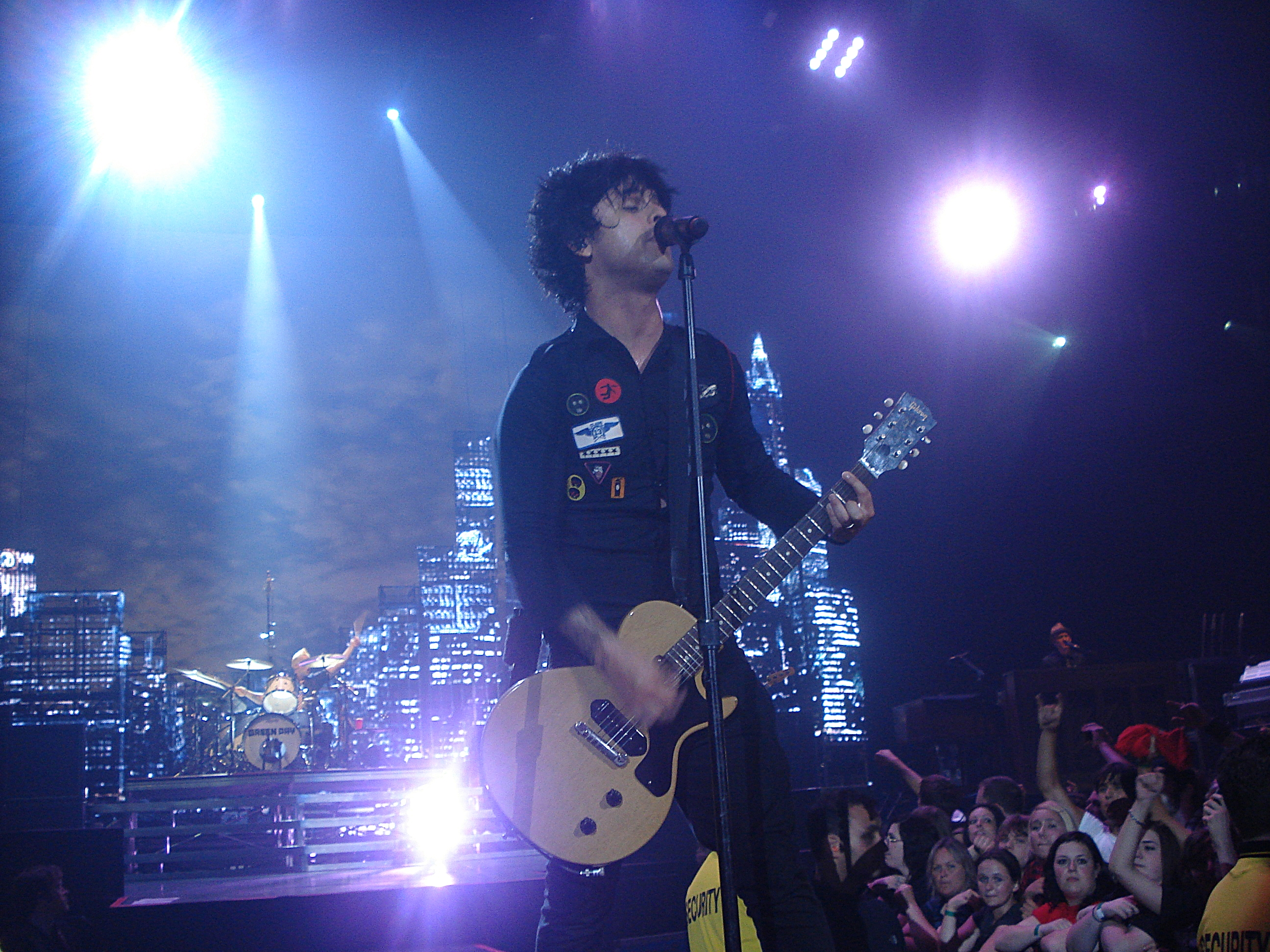
Armstrong biểu diễn vào năm 2009, anh mặc đồ theo phong cách nhạc punk đặc trưng của mình

Armstrong nổi danh với phong cách thời trang punk, phong cách này đã tác động đến những người theo dõi anh ở thế hệ cũ lẫn hiện tại đến mức anh được xem là "biểu tượng phong cách". Anh cũng cho ra mắt bút kẻ mắt với Kat Von D và đặt tên là "Basket Case", đây là loại mỹ phẩm mà anh sử dụng như một phần đặc trưng ca hát của mình từ khi bắt đầu theo nghiệp âm nhạc.

### Quan điểm chính trị
Armstrong ủng hộ Barack Obama (ở các cuộc bầu cử thổng thống 2008 và 2012) và Bernie Sanders ở bầu cử tổng thống 2016. Sau thất bại của Sanders ở cuộc bầu cử sơ bộ của Đảng Dân chủ, Armstrong tuyên bố ủng hộ Hillary Clinton. Anh phê bình Donald Trump trong cuộc bầu cử và suốt nhiệm kỳ của Trump, anh gọi ông là một tên "phát xít" và "con rối của Illuminati", ví ông với Adolf Hitler, quy việc gia tăng quyền lực của ông cho "những người da trắng thuộc tầng lớp lao động thiếu học thức". Trong một phỏng vấn với Rolling Stone vào năm 2017, anh cho biết mình không tự gắn kết với bất kỳ đảng phái chính trị nào và tự nhận mình là người bầu chọn độc lập. Anh một lần nữa ủng hộ Sanders trong bầu cử tổng thống 2020, rồi ủng hộ Joe Biden sau khi Sanders thất cử. Sau phán quyết của Tòa án Tối cao Hoa Kỳ ở vụ Dobbs kiện Tổ chức Sức khỏe Phụ nữ Jackson, Armstrong thông báo kế hoạch từ bỏ quốc tịch Hoa Kỳ.
Armstrong đã lên tiếng ủng hộ người chuyển giới. Ở một phỏng vấn với The Times năm 2024, Armstrong nói về cách mà anh vẫn đan cài yếu tố đồng tính vào phần sáng tác của mình. Tờ báo hỏi anh về quan điểm của Green Day trước vụ hoảng loạn đạo đức quanh người trẻ chuyển giới, làm nam ca sĩ đáp: "Tôi chỉ nghĩ là họ cực kỳ bảo thủ"; anh nói tiếp: "Kiểu như người ta sợ con mình vậy... Sao bạn phải sợ chứ? Sao bạn không để cho con cái được là chính mình?"

### Mối quan hệ và tính dục
Armstrong tự nhận mình là song tính, anh kể trong một lần phỏng vấn vào năm 1995 với The Advocate: "Tôi nghĩ mình luôn là người song tính. Ý tôi là phải có thứ làm bạn luôn dành sự quan tâm. Tôi nghĩ người ta bẩm sinh là song tính, chỉ là cha mẹ và xã hội của ta điều khiển làm ta có cảm giác 'Ôi, tôi không thể như vậy đâu.' Họ nói đấy là điều cấm kỵ. Nó ăn sâu bám rễ vào tâm trí ta rằng nó là xấu, trong khi nó chẳng xấu tí nào. Nó là thứ cực kỳ đẹp." Tháng 2 năm 2014, anh một lần nữa bàn về tính dục của mình ở một bài viết của Rolling Stone nói về album Dookie của Green Day, anh miêu tả mình "mang nhiều nét song tính".

## Giải thưởng
| Năm  | Giải thưởng                                                     | Vị trí | Trao bởi | Chú thích |
| ---- | --------------------------------------------------------------- | ------ | -------- | --------- |
| 2008 | 50 nhân vật hấp dẫn nhất trong nhạc rock (lựa chọn của độc giả) | #1     | Kerrang! | [ 78 ]    |
| 2010 | Top giọng ca chính hay nhất mọi thời đại (lựa chọn của độc giả) | #25    | Gibson   | [ 79 ]    |

## Danh sách đĩa nhạc

### Nhạc phẩm solo
Album
- Foreverly (2013, với Norah Jones)
- No Fun Mondays (2020)

Đĩa đơn
- "Look for Love" (1977)
- "Long Time Gone" (2013)
- "I Think We're Alone Now" (2020)[80]
- "Manic Monday" (2020)
- "That Thing You Do!" (2020)[81]
- "Kids in America" (2020)
- "You Can't Put Your Arms Around a Memory" (2020)
- "Corpus Christi" (2020)
- "War Stories" (2020)
- "Amico" (2020)
- "Not That Way Anymore" (2020)
- "That's Rock 'n' Roll" (2020)
- "Gimme Some Truth" (2020)
- "A New England" (2020)

### Green Day
- 39/Smooth (1990) –hát chính, guitar
- Kerplunk! (1991) – hát chính, guitar, đánh trống và hát bè trong bài "Dominated Love Slave"
- Dookie (1994) – hát chính, guitar
- Insomniac (1995) – hát chính, guitar
- Nimrod (1997) – hát chính, guitar, harmonica trong bài "Walking Alone"
- Warning (2000) – hát, guitar, mandolin, harmonica
- American Idiot (2004) – hát chính và bè, guitar
- 21st Century Breakdown (2009) – hát chính và bè, guitar, dương cầm[82]
- American Idiot: The Original Broadway Cast Recording (2010) – hát, guitar, dương cầm
- ¡Uno! (2012) – hát, guitar
- ¡Dos! (2012) – hát, guitar
- ¡Tré! (2012) – hát, guitar, piano
- Revolution Radio (2016) – hát chính, guitar, piano
- Father of All Motherfuckers (2020) - hát chính, guitar
- Saviors (2024)[83] - hát chính, guitar

### Pinhead Gunpowder
Hát và chơi guitar trong tất cả nhạc phẩm
- Jump Salty (1994)
- Carry the Banner (1994)
- Goodbye Ellston Avenue (1997)
- Shoot the Moon (EP) (1999) – kiêm sản xuất
- Compulsive Disclosure (2003)
- West Side Highway (EP) (2008)

### The Network
- Money Money 2020 (2003) – guitar, hát
- Trans Am (2020)
- Money Money 2020 Part II: We Told Ya So! (2020) - hát chính, lead guitar, hát bè và chơi trống

### Foxboro Hot Tubs
- Stop Drop and Roll!!! (2008) – hát chính[84]

### The Shrives
- Turn Me On (EP) (2015) – bass

### The Longshot
- The Longshot (EP) (2018) – hát, guitar, bass và chơi trống
- Love Is for Losers (2018) – hát, guitar, bass và chơi trống
- Devil's Kind (Single) (2018) – hát, guitar, bass và chơi trống
- Bullets (Single) (2018) – hát, guitar, bass và chơi trống
- Razor Baby (EP) (2018) – hát, guitar, bass và chơi trống
- Return to Sender (EP) (2018) – hát, guitar, bass và chơi trống